# Галіулін Вагіз Іскандарович
Вагіз Іскандарович Галіулін (узб. Воиз Искандар ўғли Ғалиуллин / Voiz Iskandar o‘g‘li G‘aliullin, нар. 10 жовтня 1987, Ленінськ) — узбецький футболіст, півзахисник клубу «Тамбов» та національної збірної Узбекистану.

## Клубна кар'єра
Народився 10 жовтня 1987 року в місті Ленінськ. Вихованець узбецької ФШ «Андижан», де і розпочав дорослу кар'єру, після чого недовго грав за інший місцевий клуб «Бухара» і незабаром відправився до Росії.
Дебютував у складі казанського «Рубіна» 7 березня 2007 року в матчі 1/8 фіналу Кубку Росії проти «Ростова». Дебютував у російській Прем'єр-лізі 16 листопада 2008 року в гостьовому матчі передостаннього, 29-го туру проти столичного ЦСКА.
У 2008 та 2009 році виграв з командою чемпіонат Росії, а у 2010 році став володарем Кубка чемпіонів Співдружності, але основним гравцем не став і в подальшому грав на правах оренди за «Сибір», а у липні 2012 року перейшов на правах оренди в «Нафтохімік», де провів 19 матчів та забив 2 голи. У лютому 2013 року був дозаявлений за «Рубін», але грав виключно за молодіжну команду.
З 2014 році грав за «Уфу», де провів півтора сезони у Прем'єр-лізі, а у лютому 2016 перейшов в клуб ФНЛ «Тосно». З командою виграв Кубок Росії 2017/18, а після розформування клубу в червні 2018 року перейшов в «Тамбов».

## Виступи за збірну
2008 року дебютував в офіційних матчах у складі національної збірної Узбекистану.
У складі збірної був учасником кубка Азії з футболу 2011 року у Катарі.

## Титули і досягнення
- Чемпіон Росії (1):

«Рубін»: 2008, 2009
- Володар Кубка Росії (1):

«Тосно»: 2017–18
- Володар Суперкубка Росії (1):

«Рубін»: 2010